# Étourneau de Mozart

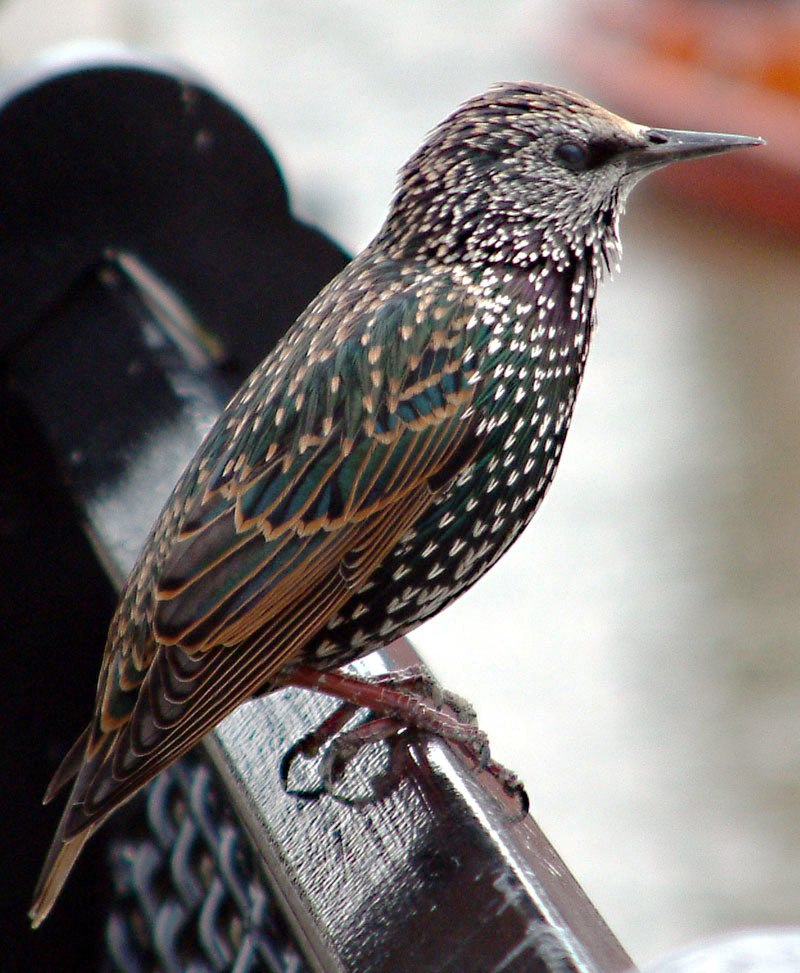
Étourneau sansonnet, Sturnus vulgaris.

L'étourneau de Mozart est un étourneau sansonnet que Wolfgang Amadeus Mozart a possédé comme animal de compagnie pendant trois ans. Il est connu par la mention d'une anecdote musicale concernant son achat, par la cérémonie qui a entouré son enterrement, et comme spécimen de[pas clair] l'affection particulière que le compositeur portait aux oiseaux.

## Apparition de l'oiseau dans la vie de Mozart
La première mention de l'étourneau apparaît dans une note que Mozart a écrite dans son livre de comptes lorsqu'il l'a acheté le 27 mai 1784 :
Étourneau. 34 kreutzer.
La lecture audio n'est pas prise en charge dans votre navigateur. Vous pouvez télécharger le fichier audio.
C'est magnifique !
La musique que Mozart a notée en dessous du prix de l'oiseau est proche du thème initial du troisième mouvement de son Concerto pour piano no 17 en sol majeur, K. 453, terminé quelques semaines plus tôt (le 12 avril). Il est possible que Mozart ait appris à l'oiseau à chanter cette mélodie dans la boutique où il l'a acheté.
Suivant la transcription de Mozart, l'étourneau a introduit un point d'orgue sur le dernier temps de la première mesure et a chanté un sol dièse au lieu d'un sol naturel dans la mesure suivante.
Introduction du troisième mouvement, Allegretto :
La lecture audio n'est pas prise en charge dans votre navigateur. Vous pouvez télécharger le fichier audio.
Mozart ne s'est probablement pas trompé quand il a fait la transcription, car les étourneaux ont des facilités pour imiter une voix ou une mélodie,.

## Disparition de l'oiseau
L'étourneau a vécu dans la maison du compositeur comme animal de compagnie pendant trois ans et est mort le 4 juin 1787. Mozart l’a enterré dans le jardin avec toute un cérémonie (comme les biographes contemporains l'ont noté). Les notes prises par Georg Nikolaus von Nissen (le second mari de la femme de Mozart, Constance) pour écrire sa biographie du compositeur décrivent la cérémonie ainsi :
« Quand l'oiseau est mort, il a organisé un cortège funèbre, dans lequel tous ceux qui pouvaient chanter devaient se joindre à lui, en étant voilés - il a fait une sorte de requiem et une épitaphe en vers. »
Le même événement est décrit par Franz Xaver Niemetschek, qui avait également interviewé Constance :
« Il a souvent écrit des vers, la plupart du temps, seulement d'un genre humoristique. Ce fut le cas, entre autres, à la mort d'un étourneau très aimé, pour lequel il avait installé une pierre tombale dans son jardin, et sur laquelle il avait écrit une inscription. Il aimait beaucoup les animaux et, en particulier les oiseaux. »
Vers de Mozart :
| Hier ruht ein lieber Narr, Ein Vogel Staar. Noch in den besten Jahren musst er erfahren Des Todes bittern Schmerz. Mir blut't das Herz Wenn ich daran gedenken. O Leserǃ schenke Auch du ein Thränchen ihm. Er war nicht schlimm; Nur war er etwas munter, Doch auch mitunter Ein lieber loser Schalk, Und drum kein Dalk. Ich wett', er ist schon oben, Um mich zu loben Für diesen Freundschaftsdienst Ohne Gewinnst. Dann wie er unvermuthet Sich hat verblutet, Dacht er nicht an den Mann, Der so schön reimen kann. |  |  | Ici repose un cher innocent, un oiseau étourneau. Encore dans ses tendres années Il a dû affronter L'amère douleur de la mort. Mon cœur saigne Lorsque je pense à lui, Oh lecteur! Verse Aussi une petite larme pour lui. Il n'était pas méchant, Parfois un peu trop allègre Et, parfois aussi de temps en temps, Un cher et agaçant espiègle, Mais pourtant pas un chenapan. Je parie qu'il est déjà là haut pour me remercier, De ce service d'ami Sans but lucratif. Car comme à l'improviste il a pris son envol, Il n'a pas pensé à l'homme Qui peut rimer si joliment. 4 juin 1787. |

Aux oreilles des chercheurs Meredith J. West et Andrew P. King, la pièce humoristique Une plaisanterie musicale, composée par Mozart en cette période, porte un autographe vocal d'étourneau, thèse également reprise par l'autrice Lyanda Lynn Haupt dans son ouvrage Mozart's Starling (L'étourneau de Mozart), paru en 2017.

## Autres oiseaux
L'étourneau de Mozart acquis en 1784 n'était pas le seul oiseau dont il aimait la compagnie.
À l'âge de quatorze ans, Mozart a écrit de Naples à sa sœur Nannerl à Salzbourg (19 mai 1770), alors qu'il était en voyage avec son père Léopold:
« Écris-moi, comment va M. Canari ? Est-ce qu'il chante encore ? Est-ce qu'il joue encore ? Savez-vous pourquoi je pense au canari ? Parce qu'il y en a un dans notre antichambre qui fait les mêmes petits sons que le nôtre. »
Plus tard, une lettre, écrite par Nannerl à sa mère à Salzbourg alors qu'elle visitait Munich en 1775 avec Wolfgang et Leopold, indique d'autres oiseaux dans la maison d'enfance de Mozart:
« Dieu merci, nous allons très bien. J'espère que maman aussi va très bien. À propos, est-ce que les canaris, les mésanges, et le rouge-gorge familier sont toujours vivants, ou avez-vous laissé les oiseaux mourir de faim ? »
Le biographe de Mozart, Hermann Abert, rapporte un triste récit datant de 1791 au sujet d'un autre canari qui aurait succédé à l'étourneau, étant dans la famille de Mozart quand le compositeur était allongé sur son lit de mort.
« Ce fut avec beaucoup de réticences qu'il accepta de faire transporter son canari domestique, d'abord dans la pièce voisine, puis encore plus loin, parce qu'il ne pouvait plus supporter le son de son chant. »